# 태진버스
태진여객은 부산광역시 북구 구포3동 857-1번지에 위치한 시내버스 운송 업체이다. 옛 대일여객 당감영업소가 있던 부산광역시 부산진구 당감4동에 영업소를 두고 있다.